# Жинеста (кантон)
Жинеста́ (фр. Ginestas) — кантон во Франции, находится в регионе Лангедок — Руссильон, департамент Од. Входит в состав округа Нарбонна.
Код INSEE кантона — 1117. Всего в кантон Жинеста входят 14 коммун, из них главной коммуной является Жинеста.

## Коммуны кантона
| Коммуна              | Население, чел. (1999) | Почтовый индекс | Код INSEE |
| -------------------- | ---------------------- | --------------- | --------- |
| Аржелье              | 1 237                  | 11120           | 11012     |
| Биз-Минервуа         | 872                    | 11120           | 11041     |
| Жинеста              | 1 059                  | 11120           | 11164     |
| Вантенак-ан-Минервуа | 349                    | 11120           | 11405     |
| Майак                | 373                    | 11120           | 11212     |
| Мирпессе             | 451                    | 11120           | 11233     |
| Параза               | 390                    | 11200           | 11273     |
| Пузоль-Минервуа      | 329                    | 11120           | 11296     |
| Рубья                | 401                    | 11200           | 11324     |
| Саллель-д’Од         | 1 835                  | 11590           | 11369     |
| Сен-Марсель-сюр-Од   | 1 268                  | 11120           | 11353     |
| Сен-Назер-д’Од       | 1 113                  | 11120           | 11360     |
| Сент-Вальер          | 392                    | 11120           | 11366     |
| Увейан               | 1 913                  | 11590           | 11269     |

## Население
Население кантона на 1999 год составляло 11 982 человека.
| 1962   | 1968   | 1975   | 1982   | 1990   | 1999   | 2006 | 2007 |
| ------ | ------ | ------ | ------ | ------ | ------ | ---- | ---- |
| 10 633 | 11 247 | 10 606 | 10 638 | 11 079 | 11 982 | -    | -    |